# Anatoli Serdioukov
 (mars 2022).
Si vous disposez d'ouvrages ou d'articles de référence ou si vous connaissez des sites web de qualité traitant du thème abordé ici, merci de compléter l'article en donnant les références utiles à sa vérifiabilité et en les liant à la section « Notes et références ».
Anatoli Edouardovitch Serdioukov (en russe : Анатолий Эдуардович Сердюков), né le 8 janvier 1962, est un homme politique et homme d'affaires russe. Il est ministre de la Défense de 2007 à 2012.

## Biographie
Né le 8 janvier 1962 dans le Kraï de Krasnodar, il est diplômé de l'Institut du commerce soviétique de Léningrad en 1984. Il est marié à la fille de Viktor Zoubkov, ancien homme d'État russe.

### Carrière professionnelle et politique
Il effectue son service militaire de 1984 à 1985 puis entre dans le commerce de meubles chez Lenmebeltorga, dont il devient vice-directeur en 1991. En 1993, il devient vice-directeur de Furniture Market, dont il finira directeur général.
Il devient directeur adjoint du service des impôts de Saint-Pétersbourg en 2000 puis succède à son beau-père Viktor Zoubkov comme directeur en 2001.
Le 2 mars 2004, il est nommé à la direction du service fédéral des impôts. Ce service dépend officiellement du ministre des finances Alexeï Koudrine, mais Serdioukov rend principalement compte à Viktor Ivanov, conseiller de Vladimir Poutine.
Le 15 février 2007, il est nommé ministre de la Défense. Durant ses fonctions, il propose notamment que les services principaux de la Marine de Russie déménagent de Moscou à Saint-Pétersbourg et s'oppose au général d'armée Youri Balouïevsky, qui a démissionné en juin 2008 pour devenir membre du conseil de sécurité de Russie. Il met en place en 2011 une direction générale de la police militaire rattachée au ministère de la Défense.
Il démissionne en septembre 2012 à cause de ses liens familiaux avec Viktor Zoubkov, mais est maintenu dans ses fonctions quelques jours plus tard. Il est finalement limogé en novembre 2012, remplacé par Sergueï Choïgou.
Son nom est apparu en octobre de la même année dans une affaire de ventes présumées frauduleuses de biens militaires. En novembre 2013, il est poursuivi pour négligence puis amnistié par décret présidentiel en 2014.
En octobre 2015, il est nommé directeur industriel du conglomérat Rostec.

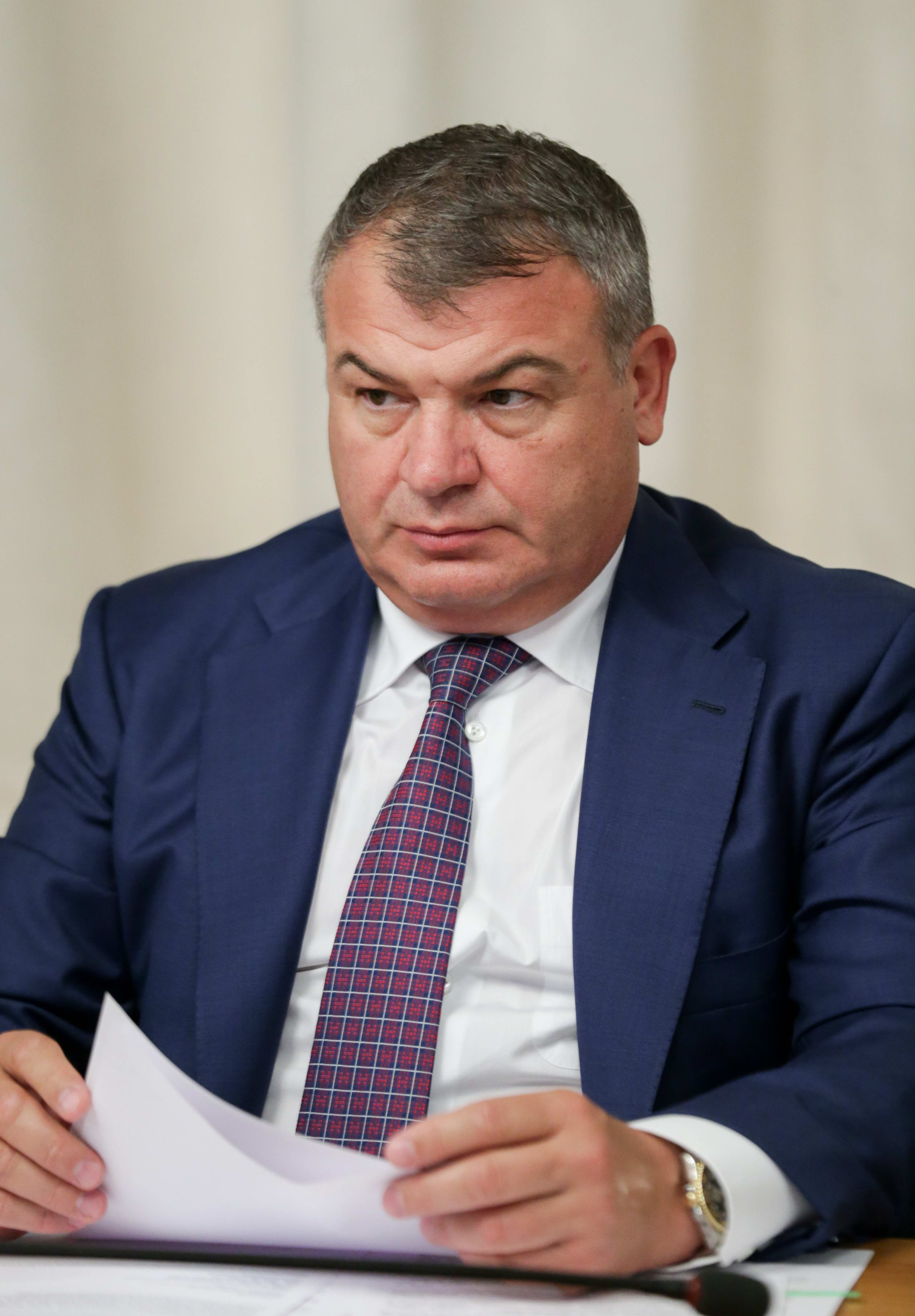
2018